# Richard Bland Lee
Richard Bland Lee (20 de enero de 1761 - 12 de marzo de 1827) fue un hacendado, jurista y político del Condado de Fairfax, Virginia, Estados Unidos.   Era hijo de Henry Lee II (1730-1787) de "Leesylvania" y de Lucy Grymes (1734-1792), así como hermano menor del capitán general Henry Lee III ("Light Horse Harry" ; 1756-1818) y de Charles Lee (1758-1815), procurador general de los Estados Unidos desde 1795 hasta 1801, cargo que ejerció tanto en las administraciones de George Washington como de John Adams.

## Primeros años y educación
Richard Bland Lee, tercer hijo de Henry Lee II y Lucy Grymes, nació el 20 de enero de 1761 en "Leesylvania" , la finca construida por su padre en una hacienda con vistas al río Potomac, en el condado de Prince William, Virginia.  Recibió ese nombre por dos distinguidos familiares, su bisabuelo Richard Bland, de "Jordan's Point", y su tío abuelo, jurista y hombre de Estado, Richard Bland, a quien Thomas Jefferson llamó "el hombre más sabio al sur de James".
Posiblemente educado en su juventud en "Chantilly", la casa de su venerado primo Richard Henry Lee, en el condado de Westmoreland, Virginia , Richard fue inscrito en el Colegio de William and Mary en 1779. Aunque no está directamente involucrado en la guerra revolucionaria como su hermano Henry Lee III fue, sin embargo, Richard quien tomó un interés activo en la causa americana.  En junio de 1779, por ejemplo, el tío de Richard, el "hacendado" Richard Lee, de Lee Hall, introdujo una resolución en la Cámara de Delegados que autorizaría la construcción de una nueva sede del gobierno.  Aunque sólo tenía dieciocho años de edad, Richard Bland Lee, en una carta escrita ese mismo mes, reprendió a su famoso tío, adjetivando el esfuerzo como "abominable ... [en un] ... tiempo de peligro público cuando nuestros gastos son ya insoportables ." El 17 de junio del siguiente año, Richard fue admitido en la Sociedad Phi Beta Kappa, una organización académica a través del cual él fue capaz de refinar sus habilidades de conversación.  En diciembre de ese año, una flota británica apareció frente a Jamestown, preparada al parecer, para lanzar un ataque sobre Richmond. Phi Beta Kappa se comprometió a preservar sus documentos para que no fuesen capturados, y muchos de sus miembros se unieron a una compañía de milicias locales formada apresuradamente para ofrecer al menos una cierta resistencia a la esperada invasión.
Richard Bland Lee pudo haber sido parte de esta milicia, o puede haber regresado antes a "Leesylvania" para "conversar con su padre sobre el futuro." Parte de ese futuro aparentemente ya había sido decidido por él, pues su padre Henry Lee II había destinado una parte de sus propiedades en Cub Run para Richard, que pareció estar de acuerdo en actuar en nombre de su padre en la gestión de esta propiedad en algún momento de 1780 o 1781.  En 1787, heredó 1.500 acres (6,1 km²) de las propiedades de su padre, una hacienda que más tarde llamaría "Sully".

## Carrera

### Vida pública

#### Cámara de Delegados de Virginia
Richard fue miembro de la Cámara de Delegados de Virginia desde 1784 hasta 1788, en 1796, y nuevamente desde 1799 hasta 1806.  Durante su segundo mandato en la legislatura estatal, participó en debates en torno a la ratificación de la Constitución de los Estados Unidos la cual apoyó sin reservas. Tras la ratificación se opuso a los esfuerzos realizados por Patrick Henry y otros para llamar a una segunda convención constitucional para agregar una declaración de derechos, creyendo que se debía dar una oportunidad de actuación el nuevo sistema, antes de que se hiciesen modificaciones muy amplias.  También creía que el nuevo Congreso debería tener la confianza para añadir las modificaciones necesarias.
Fue también durante este periodo, cuando tuvo lugar la elección de los dos primeros senadores de los Estados Unidos por Virginia. Lee fue un firme partidario de la candidatura de James Madison. En última instancia sin embargo, Madison fue rechazado por la Cámara de Delegados en el supuesto de que no iban a aprobar la inclusión de una declaración de derechos.  Lee trabajó duro para contrarrestar dicho argumento. A raíz de este rechazo Lee continuó trabajando en nombre de Madison en su contienda por el Congreso, proponiendo la publicación de las cartas entre Madison y los otros ... "como podría contrarrestar el informe afanosamente distribuido en la asamblea y, en consecuencia, en el estado que se oponían a toda modificación del nuevo gobierno, y en todas sus modalidades ..." No dispuestos a arriesgarse por la publicación de las cartas críticas de los demás, Madison, rechazó la idea, pero sin embargo derrotó al futuro presidente James Monroe en una dura contienda.
En ambos debates Lee reconoció el poder de la oratoria de Patrick Henry, lamentando la debilidad de la oposición a él.  En una carta de Lee a Madison, se queja:
Patrick Henry es el único orador que tenemos en nuestra contra, siendo los amigos al nuevo gobierno todos jóvenes y sin experiencia, formando una débil alianza en su contra."
A pesar de estas quejas Sin embargo, los opositores de Patrick Henry fueron capaces de derrotar a la convocatoria de una segunda convención constitucional y Lee se uniría a Madison, en el nuevo Congreso federal. 

#### Congreso de Estados Unidos
En 1788 fue elegido como el primer representante de Virginia del Norte en la Cámara de Representantes de Estados Unidos puesto que se desempeñó desde 1789 hasta 1795.  Fue un partido para el compromiso de 1790 por el cual a cambio del apoyo de los delegados del sur para la asunción federal de la deuda por Guerra Revolucionaria del estado, los delegados del norte votaron para mover de la capital federal a un lugar en el sur. Su participación en este compromiso, así como su adhesión a los principios federalistas, a la larga le costó su puesto en el Congreso, y fue derrotado durante la reelección en 1794. Tras esta derrota, Richard fue devuelto a la Cámara de Delegados de Virginia en 1795, y de nuevo desde 1799 hasta 1806.
Tras su traslado de "Sully" a Washington D. C., en 1815, Richard fue nombrado por su fiel amigo el presidente James Madison como uno de los tres comisionados para supervisar la reconstrucción de los edificios federales después de la guerra de 1812. Una vez finalizado esta comisión en 1816, Richard fue nombrado por el presidente Madison como comisionado para conocer las reclamaciones que surgieron de la pérdida o destrucción de bienes durante la Guerra de 1812, y en 1819 fue nombrado por el presidente Monroe como juez del Tribunal del Distrito de Columbia para los huérfanos, cargo que ocupó hasta su muerte el 12 de marzo de 1827. 

### Granjero
A su muerte en 1787, Henry Lee II legó 3.000 acres (12 km²) de sus fincas en Cub Run para que se dividieran por igual entre sus hijos Richard Bland y Teodorico.  Siendo el mayor de los dos, a Richard se le dio la mitad norte más de aluvión, en la que ya estaba su casa, pues estaba viviendo allí como encargado de la finca desde aproximadamente 1781.  Después de su elección al Congreso, y durante la mayor parte de los siguientes cinco años, Richard devolvió la gestión cotidiana de sus bienes a su hermano Teodorico, quien supervisaba la siembra de primavera, la cosecha de otoño, el cobro del alquiler a los arrendatarios, y la construcción de la gran casa que Richard había planeado en la finca y cuya construcción había iniciado en 1794. Antes de salir para el Congreso en 1789, Richard había elegido un nombre para su finca, Sully.  El origen exacto del nombre es desconocido, aunque Robert S. Gamble en "Sully: Biografía de una Casa" especula que fue nombrado por el "castillo de Sully" en el Valle del Loira en Francia. Según Gamble, "si él hubiese consultado una fuente específica, esta hubiera sido, sin duda, las Memorias de Maximilien de Béthune, duque de Sully y Ministro de Hacienda de Francia en tiempos de Enrique IV". Esta obra era bien conocida entre los virginianos ricos de finales del siglo XVIII.
Tras su derrota en la reelección al Congreso, Richard volvió a "Sully" y se hizo cargo de la gestión principal de su patrimonio.  Decidido a alejarse de las prácticas insostenibles características del monocultivo del tabaco que predominaban en Virginia, Richard, como George Washington quien era su ídolo, aplicó métodos modernos de producción agraria diseñados para diversificar la producción y para detener el agotamiento del suelo.  Al final pasó a la producción de cultivos básicos: trigo, centeno, cebada, maíz, alfalfa y árboles frutales. Plantó trébol para ayudar a reponer el suelo y que "ensayó la rotación de cultivos y la aplicación de nutrientes, sobre todo piedra caliza triturada, a los campos donde la productividad había disminuido." Durante este periodo, abandonó o limitó severamente el cultivo del tabaco en "Sully".  Plantó amplios jardines vegetales y en 1801 construyó una granja de producción de leche.
La construcción de la casa grande se inició en 1794 y terminó en 1795. Se trata de una casa de estilo "federal" o "georgiano", de dos plantas y ático. Realizó una adición de una planta y media en 1799, coincidiendo con la boda de Portia Lee quien, junto con su hermana Cornelia Lee, se había ido a vivir con Richard y Elizabeth Lee bajo su tutela. Con motivo de una deuda significativa que contrajo, tratando de ayudar a su hermano el capitán general Henry ("Light Horse Harry") Lee con sus dificultades financieras, Richard vendió "Sully" en 1811 a su primo, Francis Lightfoot Lee (1782-1858). Richard Bland y Elizabeth Lee inicialmente se mudaron a una casa en Alexandria, y luego a una casa de campo llamada Strawberry Vale (el sitio actual de Tysons Corner), y finalmente a la histórica Thomas Law House entre la Sexta Avenida y la calle N, al sudoeste de Washington D. C.
El hijo de Francis Lightfoot Lee, el almirante Samuel Lee Phillips (1812-1897), se casó con Elizabeth Blair, hija de Francis Preston Blair (1791-1876), miembro del gabinete del presidente Jackson, y de Eliza Violet Gist. La casa de Samuel Phillips y Elizabeth (Blair) Lee, en la Avenida Pennsylvania, en combinación con la adyacente Casa Blair es ahora la casa de los invitados del Presidente.
"Sully" está situado en Chantilly, junto a la ruta 50, y la carretera de acceso sur al Aeropuerto Internacional de Dulles. Es propiedad y está gestionada como casa museo por el Condado de Fairfax. 

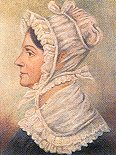
Elizabeth (Collins) Lee (ca. 1768-1858)

## Matrimonio
Richard se casó con Elizabeth Collins (aprox. 1768-1858), en 1794. Elizabeth era la hija de Stephen Collins y María Parrish .

## Muerte
Richard murió en Washington D. C. y fue enterrado en el Cementerio del Congreso en 1827.  En 1975 fue enterrado nuevamente en su casa, la plantación de Sully, cerca de Chantilly, Virginia . Su casa está ahora abierta a los visitantes como un parque del condado.

## Hijos

Escudo de armas de la familia Lee

1. Mary Ann Lee, nacida el 11 de mayo de 1795, murió el 21 de junio de 1795. Enterrada en Sully en una tumba anónima.
2. El coronel Richard Bland Lee II nacido el 20 de julio de 1797, murió el 2 de agosto de 1875. Casado con Julia Anna Marion Prosser (1806-1882), hija de William Prosser. Ambos están enterrados en el cementerio de Ivy Hill , Alexandria, Virginia.
3. Ann Matilda Lee nacida el 13 de julio de 1799, murió el 20 de diciembre de 1880. Casada con el Dr. Washington Baily III (1787-1854).
4. Mary Collins Lee nació el 6 de mayo de 1801, y falleció el 22 de febrero de 1805. Enterrada en Sully en una tumba anónima.
5. Cornelia Lee nació el 20 de marzo de 1804, y falleció el 26 de diciembre de 1876. Casada el Dr. James WF Marcrae.
6. Hon. Zaccheus Collins Lee (5 de diciembre de 1805 - 26 de noviembre de 1859); Ejercióó como Fiscal de Distrito de EE. UU. desde 1848 hasta 1855.
7. Laura Lee, murió en la infancia.
8. Nacido muerto.
9. Nacido muerto.

## Ascendencia
Richard era el hijo del capitán general Henry Lee II (1730-1787) de "Leesylvania", y Grymes Lucy (1734-1792).
Lucy era la hija del Excmo. Charles Grymes (1693-1743) y de Frances Jennings.
Henry II fue el tercer hijo del Capitán Henry Lee I (1691-1747) de "Lee Hall", del condado de Westmoreland, y su esposa, Mary Bland (1704-1764).
Mary era la hija del Excmo. Richard Bland, Senior (1665-1720) y su segunda esposa, Elizabeth Randolph (1685-1719).
Henry I fue el hijo del coronel Richard Lee II, Esq., "el sabio" (1647-1715) y Laetitia Corbin (aprox. 1657-1706).
Laetitia fue la hija del vecino de Richard y Consejero, Henry Corbin, Senior (1629-1676) y de Alice (Eltonhead) Burnham (hacia 1627-1684).
Richard II era hijo del coronel Richard I Lee , Esq., "el inmigrante" (1618-1664) y Anne Constable (ca. 1621-1666).
Anne era la hija de Thomas Constable y una pupila de Sir John Thoroughgood . 